# Tanaecia adima
Tanaecia adima är en fjärilsart som beskrevs av Moore 1857. Tanaecia adima ingår i släktet Tanaecia och familjen praktfjärilar. Inga underarter finns listade i Catalogue of Life.